# Rio Doftana (Tărlung)
O Rio Doftana é um rio da Romênia, afluente do Tărlung, localizado no distrito de Braşov.